# Boxtar
Bochtar (in tagico Бохтар; dal 1944 al 2018 Qurǧonteppa, formalmente in russo Kurgan-Tyube, dalla parola persiana گرگان تپه che significa Colline di Gurgan) è una città del Tagikistan sudoccidentale. È il capoluogo della regione di Chatlon e la quarta città della nazione per grandezza, con una popolazione di 110 800 abitanti (stima 2019). Dista 100 chilometri da Dušanbe.

## Popolazione
Bochtar è una delle città principali del Paese ed è in rapida crescita demografica anche per via dei lavoratori immigrati tagiki in Russia.
Insieme alla capitale Dušanbe, Bochtar è demograficamente molto più diversificata rispetto alle altre principali città tagike come Chujand, Külob o Istaravshan.